# Les Moufles du renardeau

Les Moufles du renardeau (手袋を買いに, Tebukuro wo kai ni) est une nouvelle de la littérature pour enfants composée par Nankichi Niimi et publiée en 1943 après sa mort. L'histoire est celle d'un enfant renard qui se rend à la ville voisine pour acheter des gants.

## Intrigue
Quand un froid hiver vient de la forêt, un petit renard se réveille un matin à la magie d'une première chute de neige. Ses gambades dans la neige ne durent pas, cependant, quand ses pattes froides et humides deviennent de la couleur des pivoines. Ce qu'il lui faut, décide sa mère, est une paire de mitaines en laine de la taille de ses petites pattes.
Ainsi commence un voyage de nuit dans le village où vivent les humains, pour acheter une paire de mitaines et où, le long du chemin, le petit renard apprend que les gens sont des créatures plus complexes qu'il ne le pensait.

## Allusions dans d'autres œuvres
- Dans la série animée Cardcaptor Sakura : Clear Card épisode 19, Sakura fait une lecture de la nouvelle à des enfants hospitalisés en compagnie d'Akiho et accompagnée au piano par Shaolan.

### Source de la traduction
- (en) Cet article est partiellement ou en totalité issu de l’article de Wikipédia en anglais intitulé « Buying Mittens » (voir la liste des auteurs).